# René Offersen
René Offersen (født 3. august 1964 i Esbjerg) er en dansk advokat med møderet for Højesteret, der har været forsvarer i en række markante sager.

## Biografi
René Offersen er søn af filetskærer Jørgen Kresten Offersen (død 2020) og butiksansat Inga Maren Offersen, født Paulsen (død 1991).
Han tog juridisk embedseksamen fra Aarhus Universitet i 1990 og blev derefter advokatfuldmægtig hos advokatfirmaet Kromann & Münter (nu Kromann Reumert) frem til 1993. Derefter blev han ansat ved Poul Schmith/Kammeradvokaten, hvor han fra 1996 til 1999 var partner.. I 1998 fik han møderet for Højesteret og var fra 1999 til 2020 partner i Lett (nu DLA Piper). Siden 2020 har han været selvstændig med Offersen & Christoffersen Advokatfirma som han driver med Jonas Christoffersen.
Blandt René Offersens markante sager gennem tiden kan nævnes sagen mellem Bent Jensen og journalisten Jørgen Dragsdahl, ligesom han var forsvarer for Peter Brixtofte 2002-2009. Sammen med Jonas Christoffersen var han i 2021 forsvarer for Inger Støjberg i Rigsretten. Senest var han i 2023 involveret i FE-sagen, hvor tiltalerne mod Lars Findsen og Claus Hjort Frederiksen endte med at blive droppet inden sagen kom for retten. Han var også advokat for Sherin Khankan i sagen mod Naser Khader.
Sideløbende med sit virke som advokat fungerede han 1988-1989 som underviser og 1994-1995 som eksaminator i statsforfatningsret ved Aarhus Universitet, mens han 1992-1993 underviste i EU-ret ved Københavns Universitet. Han har desuden siddet i bestyrelsen for flere kunstfonde og været forretningsfører for kunstersammenslutningen Grønningen.
Siden 2012 har han været optaget i Kraks Blå Bog.
I 2024 udgav han selvbiografien Den uventede advokat - Fortællinger om Rigsretten, FE-sagen og livet som advokat, der er skrevet i samarbejde med David Trads.

### Politik
Allerede som 19-årig blev han medlem af Konservativ Ungdom. Ved folketingsvalget i 2007 var han opstillet for Det Konservative Folkeparti i Esbjerg Bykredsen. Han opnåede 574 personlige stemmer ved valget. Fra 2008-2009 var han formand for partiets vælgerforening i København. Han har også været medlem af Dansk PEN og siddet i bestyrelsen for Exitcirklen fra 2019.